# Gustavo Cipriani
Gustavo Cipriani (Prato, 14 ottobre 1847 – Reggio Emilia, 4 maggio 1914) è stato un imprenditore e politico italiano deputato della XXIII legislatura del Regno d'Italia.

## Biografia
Figlio di Francesco e Angela Bonomini, la famiglia si trasferì a Lima in Perù nei primi anni 1850.
Nel nuovo paese il padre diede avvio ad un commercio con la Toscana che presto assunse livelli molto importanti. Visti i risultati ottenuti, non potendoli gestire da solo, Francesco fece venire altri suoi parenti (Torello Cipriani fra tutti, avo del Cardinale Juan Luis Cipriani Thorne) e fondò diverse filiali in altre città del Perù.
Il giovane Gustavo, a causa della febbre gialla perse la madre quando era appena dodicenne e il padre nel 1866 quando aveva diciannove anni.
Decise pertanto di liquidare l'azienda ma fu colpito anch'esso dalla febbre gialla dalla quale riuscì a guarire dopo due anni, cosa che lo indusse a lasciare il paese. In un primo momento si trasferì a Parigi, dove giunse agli inizi del 1871. Nel 1873 si sposò con una ragazza di Reggio Emilia, Annunciata Carpi, figlia dell'avvocato Carpi e nipote dell'avvocato Francesco Gualerzi e si trasferì in quella città, divenendo sindaco del comune di Quattro Castella dal 1885 al 1892. Investendo quanto aveva guadagnato in Perù si dedicò all'agricoltura con notevole successo. Dopo una serie di incarichi in organizzazioni ed enti diversi venne eletto nel Parlamento italiano come deputato alla Camera. Morì per problemi cardiaci il 4 maggio del 1914.